# Enriquillo (kommun)
Enriquillo är en kommun i Dominikanska republiken.   Den ligger i provinsen Barahona, i den sydvästra delen av landet, 150 km väster om huvudstaden Santo Domingo. Antalet invånarei kommunen är cirka 13 200.
Terrängen i Enriquillo är varierad.